# Kozlovice (okres Plzeň-jih)
Kozlovice (německy Koslowitz) jsou obec v okrese Plzeň-jih. Žije v ní 99 obyvatel.

## Název
Název vesnice je odvozen ze jména Kozel ve významu ves lidí Kozlových. V historických pramenech se název vsi objevuje ve tvarech: w Kozlowiczych (1551), kozlowicze (1558).

## Historie
První písemná zmínka o vesnici pochází z roku 1551.

## Galerie

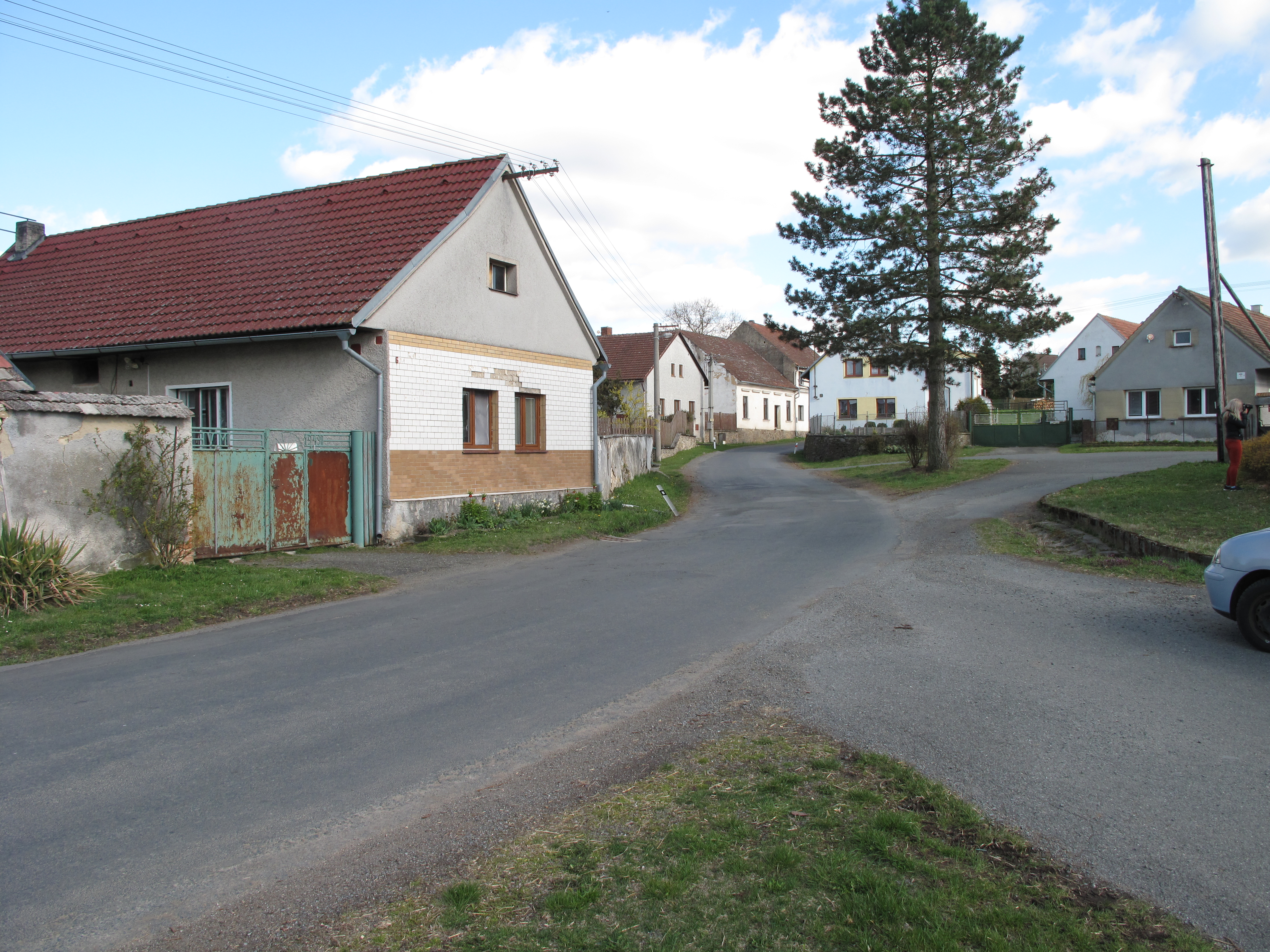
Domy u silnice
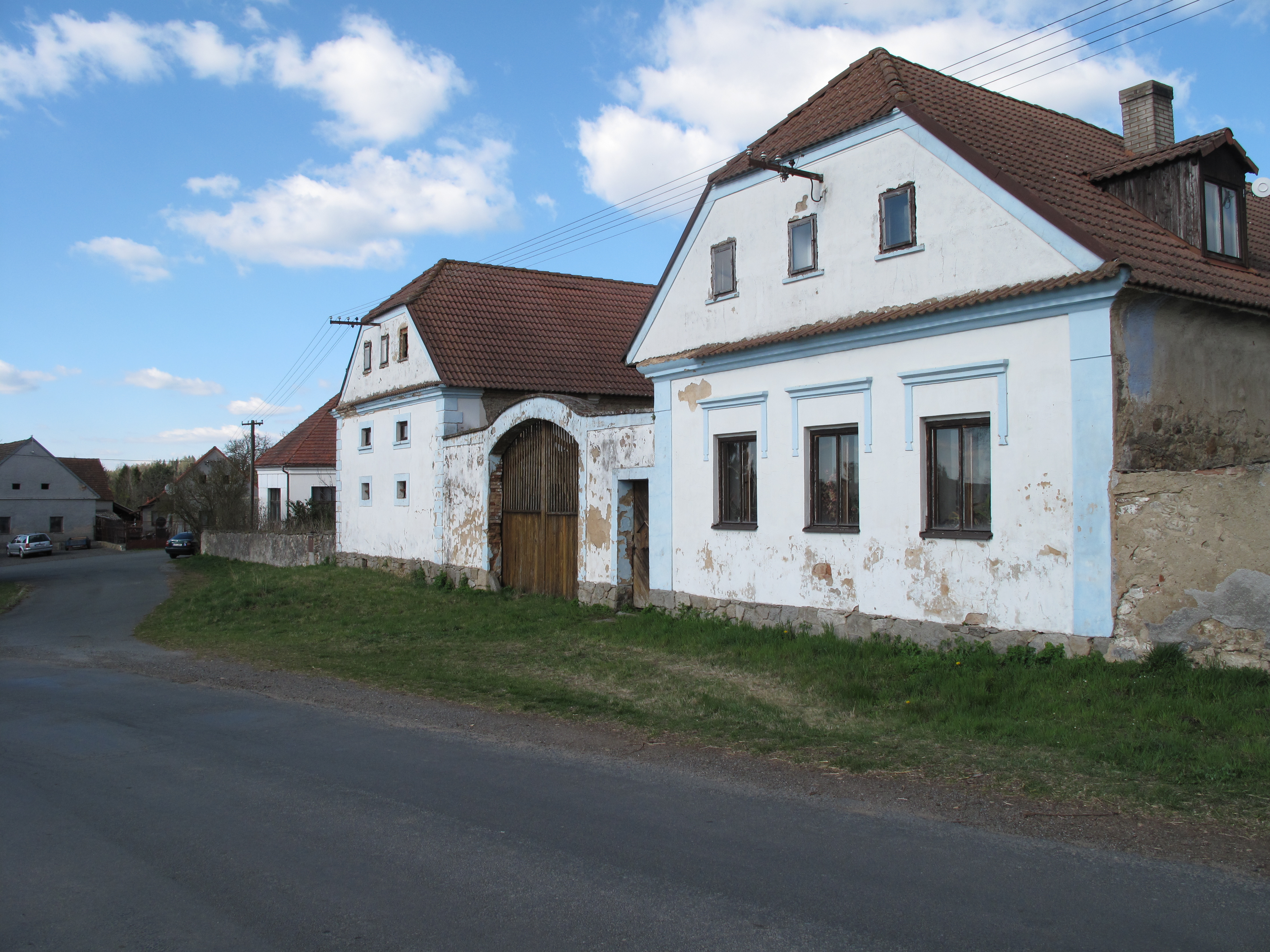
Statek
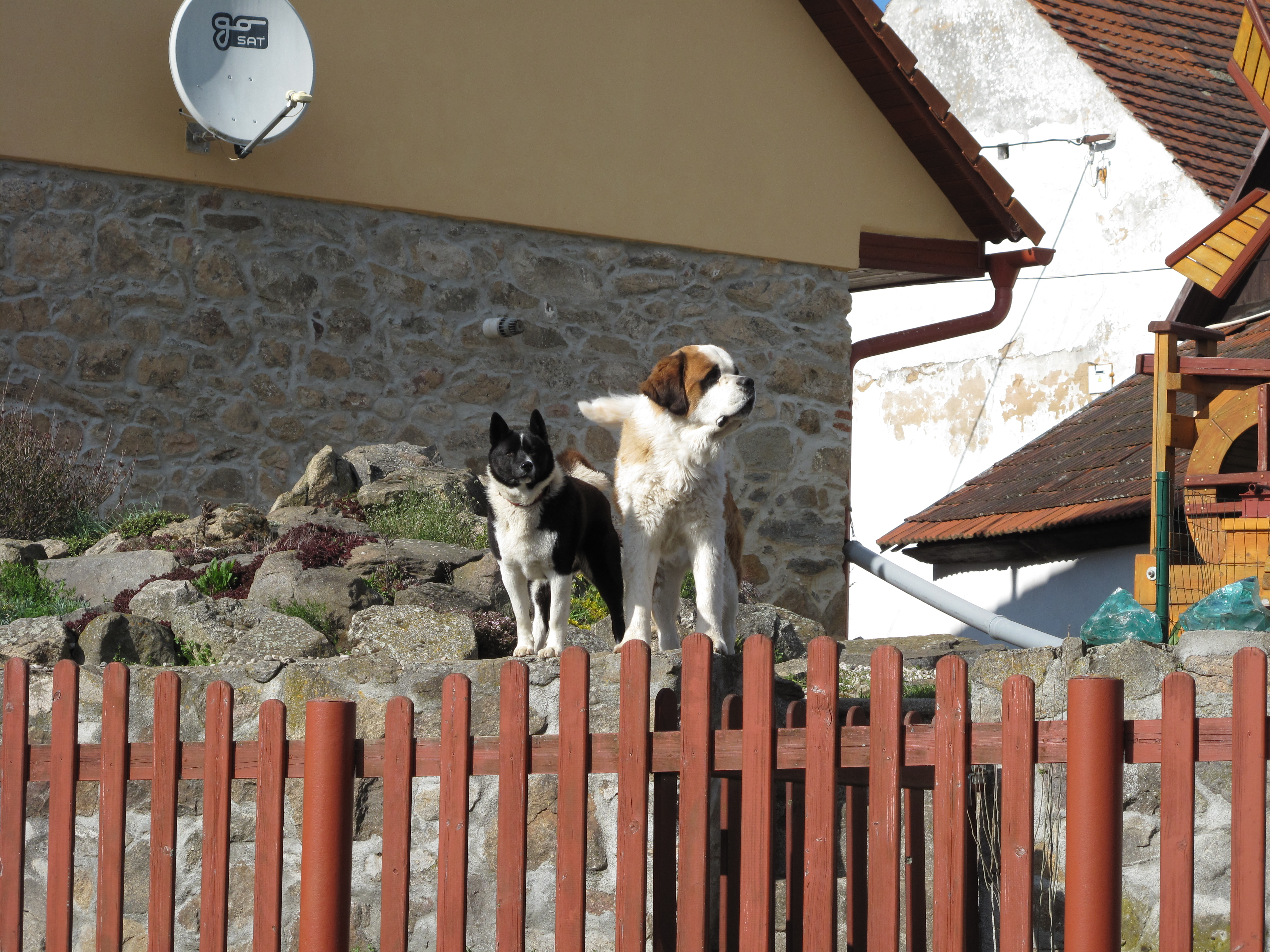
Dva psi